# Chantiers de Normandie
Les chantiers de Normandie sont un ancien chantier naval situé au Grand-Quevilly en Seine-Maritime.

## Histoire
Ce chantier naval ouvre ses portes en 1893, à l'initiative du Centralien Jean Laporte entouré du négociant Gaston Boulet et de l'armateur Henri Prentout-Leblond. 
Installé en bord de Seine, le chantier Laporte lance le Quevilly en 1897 et antérieurement le trois-mâts voilier Canrobert. Le 10 mai 1899 est lancé l'Élisabeth, trois-mâts barque.
Il est racheté en 1901 par les chantiers et ateliers de Saint-Nazaire - Penhoët.
Les chantiers sont la cible de bombardements durant la Seconde Guerre mondiale.
En octobre 1947 est achevé le Port-Jérôme (no 5108223), un navire pour la Standard française des Pétroles (ancêtre d'Esso) qui dispose à Lillebonne-Notre-Dame-de-Gravenchon d'une raffinerie du même nom.
Le chantier cesse son activité en 1987 ; le site est occupé depuis 2000 par l'incinérateur de déchets VESTA.
Le compositeur Emmanuel Bondeville y a travaillé.

## Quelques réalisations
- Quevilly (1897)
- Meknès (1913)
- Mammouth (1918)
- Egnatia (car ferry) (1960)
- Dumont d'Urville (1981)
- EPH I, prototype expérimental à hydrofoils [5]

## Mémoire
Le pavillon des contremaîtres de la société maritime des pétroles est le seul témoignage matériel des chantiers. Réalisé par Auguste Perret, le pavillon est inscrit au titre des monuments historiques.